# Epifora (figura retorica)
L'epifora (dal greco epiphérō, «porto in aggiunta»), detta anche epistrofe (dal greco epistrophē, «rivolgimento, conversione») o anche desitio, conversio e reversio, è una figura retorica di ordine che consiste nel ripetere la stessa parola o le stesse parole o di egual significato alla fine  di ogni frase o versi successivi, per rinforzare un concetto.
È quindi particolarmente enfatica, data la maggiore enfasi naturalmente associata all'ultima parte del periodo. La figura retorica speculare è l'anafora, che consiste nel ripetere la stessa parola all'inizio della frase.
L'anafora e l'epifora sono figure caratteristiche della deprecazione, della preghiera e dell'invocazione, in cui la domanda viene rafforzata dalla ripetizione.
La figura retorica costituita dall'unione di un'anafora e di un'epifora è chiamata simploche o complexio.
Epistrophy è anche il titolo di uno standard composto da Thelonious Monk, che contiene un'epifora musicale.

## Esempi
Qui vince la memoria mia lo'’ngegno;
ché quella Croce lampeggiava Cristo,
sì ch'io non so trovare essempro degno;
ma chi prende sua croce e segue Cristo,
ancor mi scuserà di quel ch'io lasso,
vedendo in quell'albor balenar Cristo.
(Dante, Paradiso, XIV, 104-108)
Di Piazza Grande
nel ciel più grande
(Saba, Sopra un mio antico tema, vv. 1-2, Canzoniere)